# Discusión (libro)
Discusión es un libro de ensayos del escritor argentino Jorge Luis Borges. Fue publicado en 1932 por Manuel Gleizer Editor.
El libro está compuesto por dieciocho ensayos breves y notas con comentarios sobre distintos libros. Los ensayos tratan sobre temas que son recurrentes en la obra borgiana: la literatura, las paradojas y la metafísica. Uno de los ensayos es "Films", en el que habla sobre películas, tema ajeno al particular universo creado por el escritor. En su momento, "El escritor argentino y la tradición" fue el que mayores polémicas provocó.